# Tagnitz

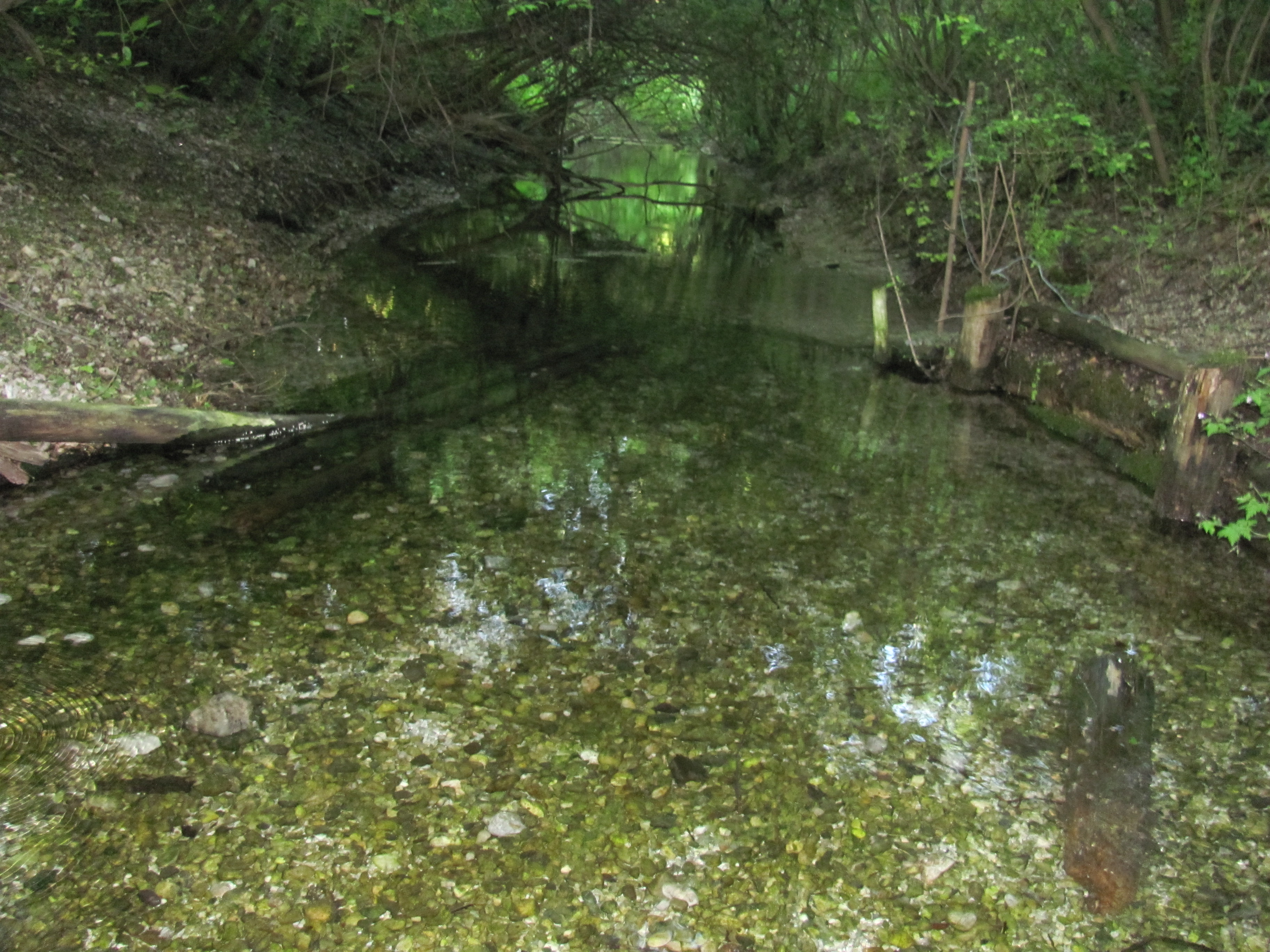
Quellbecken der Fischa

Tagnitz (auch Tagais) ist eine Wüstung im Gebiet von Haschendorf in Niederösterreich.
Der ehemalige Ort befand sich südlich von Haschendorf beim Fischa-Ursprung, dem Quellbecken der hier hervorquellenden Kalten Fischa, das aufgrund des Vorkommens von Quellschnecken unter Schutz steht. Der Ort verödete im 14. Jahrhundert. Die Lage ist im Franziszeischen Kataster als Große Tagnitz bzw. Tagnitz Breiten vermerkt und heute nurmehr Auwald bzw. Acker.
Der Name Tagnitz ist bis heute von Bedeutung, weil die Kalte Fischa zur Unterscheidung von der Warmen Fischa auch als Fischa-Dagnitz bezeichnet wird.